# Десь (фільм)
«Десь» (англ. Somewhere) — драма спільного виробництва США, Великої Британії, Італії та Японії, режисером була Софія Коппола (була також сценаристом і продюсером), що вийшла 2010 року. У головних ролях Стівен Дорфф, Ель Феннінг, Мішель Монаган.
Продюсерами також були Дж. Мак Браун і Роман Коппола. Вперше фільм продемонстрували 3 вересня 2010 року в Італії на 67-му Венеційському кінофестивалі. В Україні у кінопрокаті прем'єра фільму відбулась 9 грудня 2010 року.

## Сюжет
Кінозірка Голлівуду Джонні Марко стає все відомішим. Він дає інтерв'ю, знімається у фільмах і відвідує церемонії вручення нагород, а поза роботою гуляє, п'є. Проте більшість часу він проводить наодинці. Проте зовсім неочікувано до нього приїжджає його 11-річна донька, про існування якої він і не здогадувався. Ця подія змінює його життя.

## У ролях
| Актор              | Персонаж                                          | Роль                      |
| ------------------ | ------------------------------------------------- | ------------------------- |
| Стівен Дорфф       | Джонні Марко (англ. Johnny Marco)                 | кінозірка Голлівуду       |
| Ель Феннінг        | Клео (англ. Cleo)                                 | 11-річна донька Джонні    |
| Мішель Монаган     | Ребекка (англ. Rebecca)                           | знімається разом з Джонні |
| Кріс Понтіус       | Саммі (англ. Sammy)                               | старий друг Джонні        |
| Ерін Вассон        | 1-ша жінка легкої поведінки (англ. Party Girl #1) |                           |
| Александра Вільямс | 2-га жінка легкої поведінки (англ. Party Girl #2) |                           |

## Сприйняття

### Критика
Фільм отримав змішано-позитивні відгуки: Rotten Tomatoes дав оцінку 71 % на основі 177 відгуків від критиків (середня оцінка 6,6/10) і 47 % від глядачів із середньою оцінкою 3/5 (26,162 голоси). Загалом на сайті фільми має змішаний рейтинг, фільму зарахований «стиглий помідор» від кінокритиків, проте «розсипаний попкорн» від глядачів, Internet Movie Database — 6,3/10 (27 300 голосів), Metacritic — 67/100 (40 відгуків критиків) і 5,8/10 від глядачів (70 голосів). Загалом на цьому ресурсі від критиків фільм отримав позитивні відгуки, а від глядачів — змішані.

### Касові збори
Під час показу у США, що розпочався 22 грудня 2010 року, протягом першого тижня фільм показали у 7 кінотеатрах і він зібрав 119,086 $, що на той час дозволило йому зайняти 26 місце серед усіх прем'єр. Показ фільму протривав 72 дні (10,3 тижня) і завершився 3 березня 2011 року. За цей час фільм зібрав у прокаті у США 1,785,645 $, а у решті країн 12,151,264 $, тобто загалом 13,936,909 $ при бюджеті 7 $ млн.
Під час показу в Україні, що стартував 9 грудня 2010 року, протягом першого тижня фільм показали у 9 кінотеатрах і він зібрав 27,825 $, що на той час дозволило йому зайняти 6 місце серед усіх прем'єр. Загалом стрічка зібрала в Україні 40,038 $. Із цим показником стрічка зайняла 123 місце у кінопрокаті за касовими зборами в Україні.

### Нагороди і номінації[12]
| Рік  | Нагорода                          | Категорія                                              | Номінант       | Результат |
| ---- | --------------------------------- | ------------------------------------------------------ | -------------- | --------- |
| 2010 | Прайм-тайм премія «Еммі»          | Видатне перукарське мистецтво для мінісеріалу або кіно | Оні Саєрс II   | Номінація |
| 2010 | Національна рада кінокритиків США | Найкращі незалежні фільми                              | стрічка        | Перемога  |
| 2010 | Національна рада кінокритиків США | Спеціальна нагорода за досягнення                      | Софія Коппола  | Перемога  |
| 2010 | 67-й Венеційський кінофестиваль   | Золотий лев                                            | Софія Коппола  | Перемога  |
| 2011 | Кінонагорода «Вибір критиків»     | Найкращий молодий актор / актриса                      | Ель Феннінг    | Номінація |
| 2011 | Bodil Awards                      | Найкращий американський фільм                          | Софія Коппола  | Номінація |
| 2011 | Національна рада кінокритиків     | Найкраща операторська робота                           | Гарріс Савідес | Номінація |
| 2011 | Young Hollywood Awards            | Актриса року                                           | Ель Феннінг    | Перемога  |